# 2013 HR156
2013 HR156, também escrito como 2013 HR156, é um objeto transnetuniano que está localizado no Cinturão de Kuiper, uma região do Sistema Solar. Ele possui uma magnitude absoluta de 7,9 e tem um diâmetro estimado de 116 km.

## Descoberta
2013 HR156 foi descoberto no dia 19 de abril de 2013 pelo Outer Solar System Origins Survey.

## Órbita
A órbita de 2013 HR156 tem uma excentricidade de 0,194 e possui um semieixo maior de 46,029 UA. O seu periélio leva o mesmo a uma distância de 37,084 UA em relação ao Sol e seu afélio a 54,975 UA.